# Trästockfestivalen

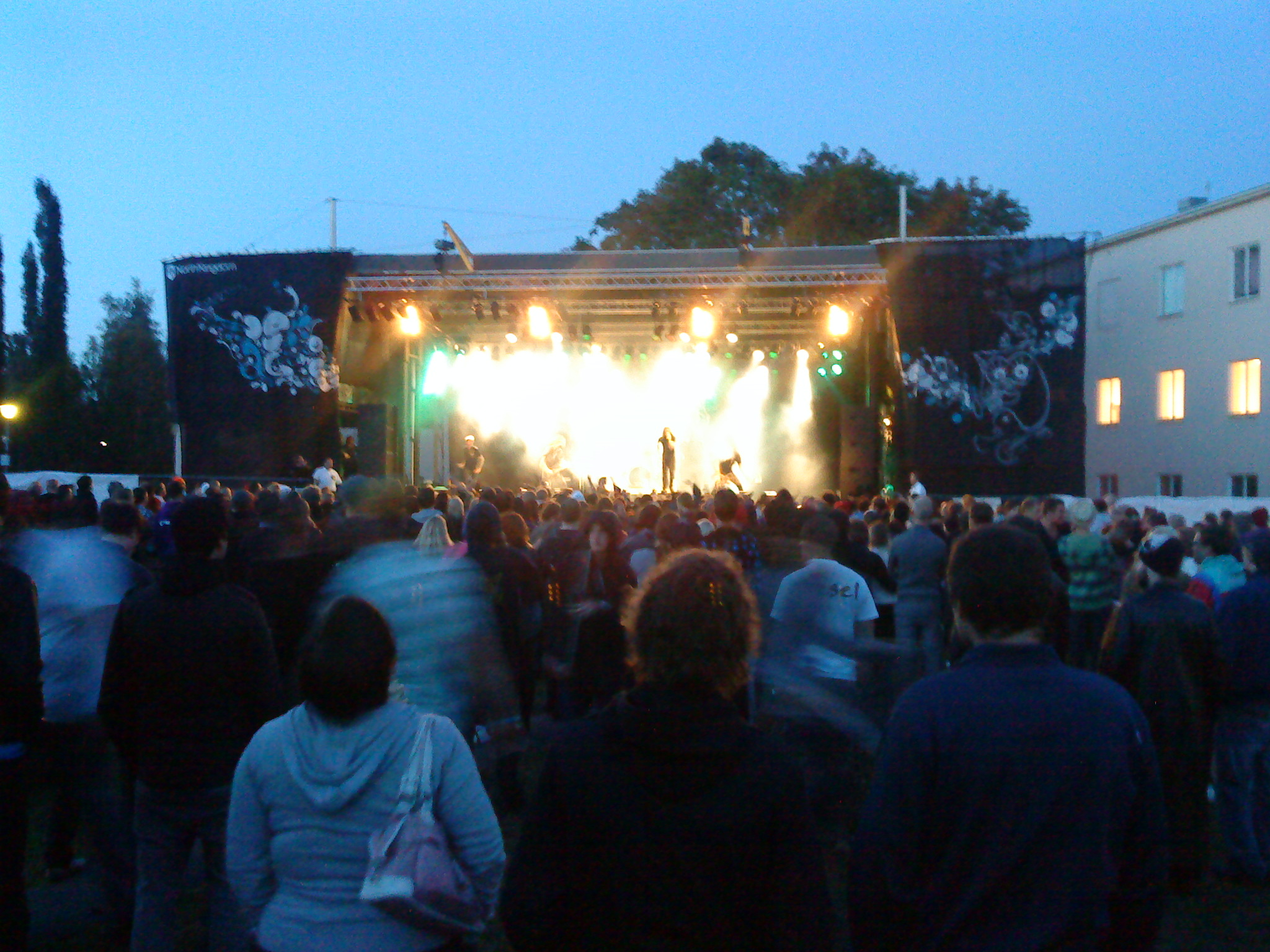
Totalt Jävla Mörker på Trästock 2009.

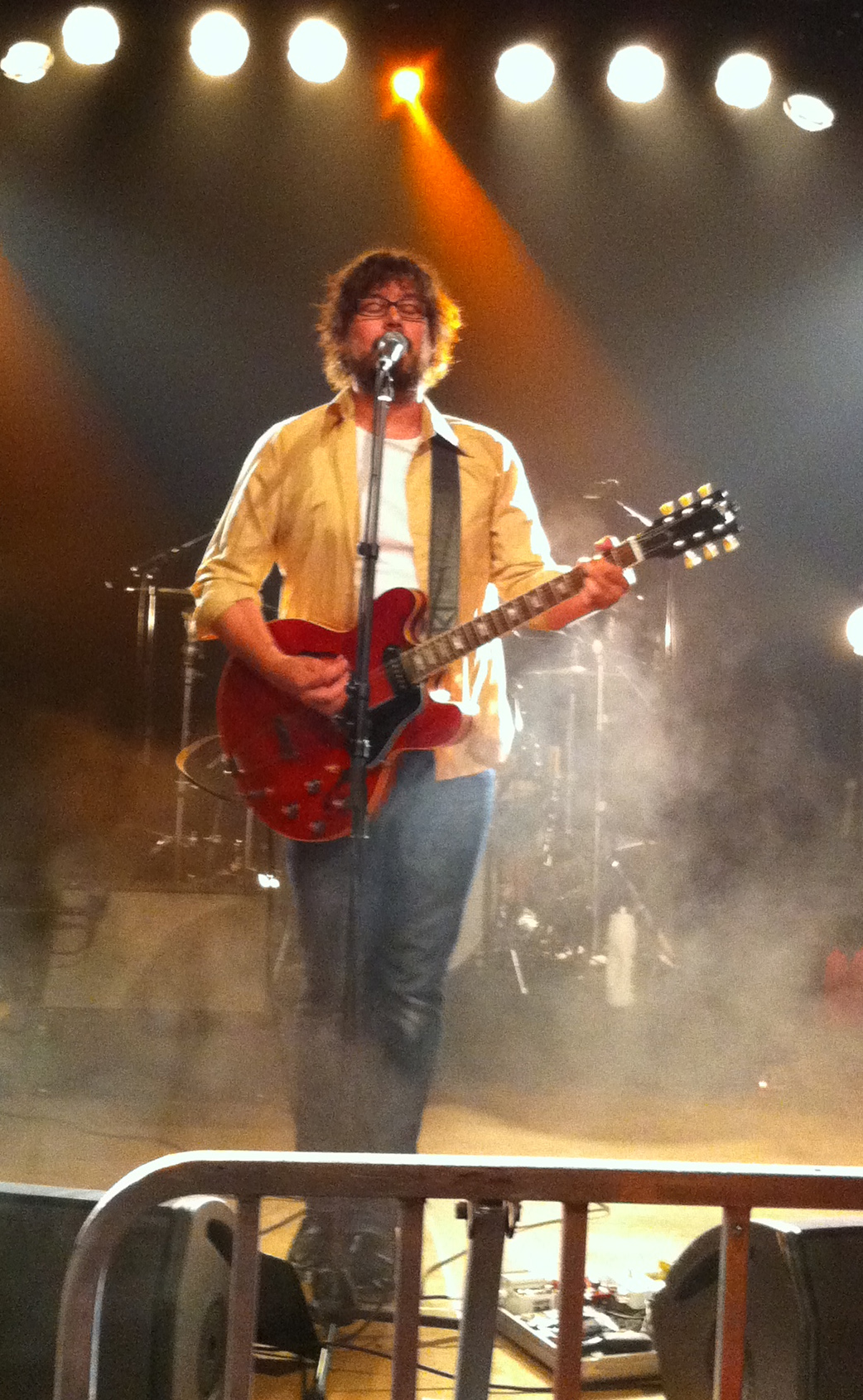
Henrik Oja på Trästock 2011.

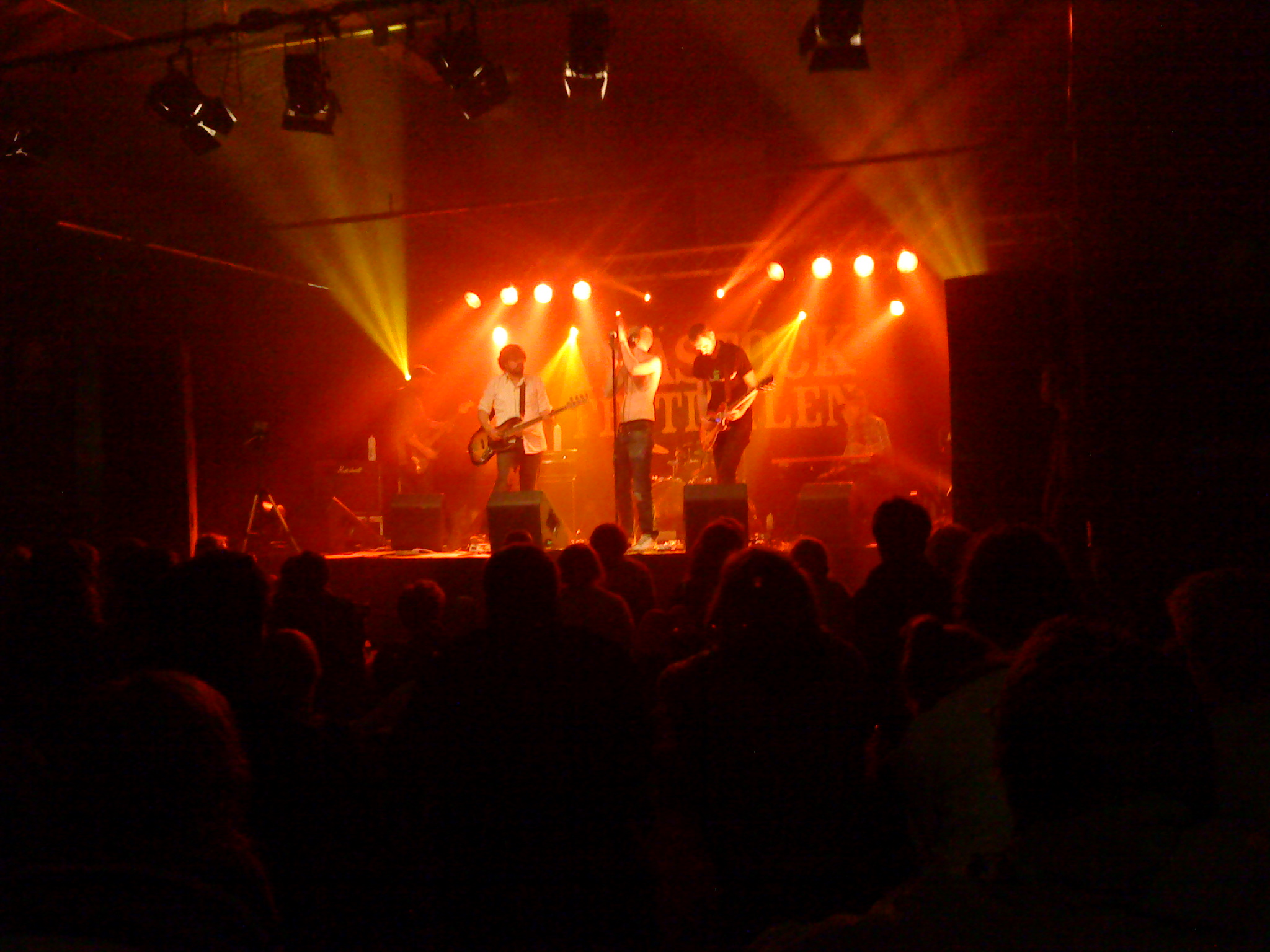
The Spacious Mind på Trästock 2009.

Trästockfestivalen är en  musikfestival i Skellefteå med gratis inträde, grundad 1991. Den är en årligen återkommande, två dagar lång festival som arrangeras på Nordanåområdet i Skellefteå.

## Historik
Festivalen grundades 1991 och är sedan dess en årlig återkommande tredagarsfestival på Nordanåområdet i Skellefteå. De besökare som sökte sig till Nordanåparken fick se 14 relativt okända band uppträda på två tältscener. De stora dragplåstren var Bebop från Borlänge samt The Shades of Orange från Sundsvall. Publikintresset var större än arrangörerna hade väntat. Fastän inget av stans mer etablerade band fanns med på programmet kom över tusen personer. "Festivalen blev en manifestation för den norrländska rocken" konstaterade lokaltidningen Norra Västerbotten. Intresset för Norrlandsscenen var enormt och det fanns en uppsjö av band att ösa ur.
Redan andra året kom antalet scener att fördubblas och utbudet av artister ökade till 24 artister. Totalt kom 4 000 besökare 1992, och lokala Holger Danske drog lika mycket publik till stora tältet som Rolf Wikström. Uppmärksamheten runt Trästockfestivalen kom att öka ytterligare under de följande åren. Skellefteå blev ett centrum för publik, journalist och musikbranschfolk från hela landet.
Trästockfestivalen kan ses som arvtagare till gratismusikfestivalen Nordanåfesten (och dess efterföljare Folkfestivalen) som drevs av Skellefteå Musikforum under åren 1974-1977.
Sedan 2015 är festivalen en tvådagarsfestival, tidigare pågick den under tre dagar.

## Beskrivning
Festivalen arrangeras av föreningen Kulturföreningen Mullberget med hjälp av ungdomars ideella arbete. På området tillåts ingen alkoholförtäring, varför ingen åldersgräns finns för festivalen.
På Trästockfestivalen blandas större svenska artister och grupper med mindre, lokala, band som kanske står på en större scen för första gången. Band och artister som både innan och efter sina genombrott har spelat på festivalen är Bob Hund, The Soundtrack of Our Lives, The Hives, Komeda, Kristofer Åström & Hidden Truck, The Bear Quartet, Fireside, Silverbullit, The Wannadies, Sahara Hotnights, Totalt Jävla Mörker, The (International) Noise Conspiracy, Melissa Horn, Markus Krunegård, Christian Kjellvander, Kapten Röd, Mikael Wiehe, Hurula, Moneybrother, Annika Norlin och många fler.
Förutom musik från tre scener finns även en festivalcamping, ett kulturområde och en egen filmfestival. Kulturområdet består av två scener, för dans, teater, musik och/eller poesi.

## Besökarstatistik / Festivalgeneraler
1991: drygt 1 000 pers
(...)
2000: xx 000 pers (General Martin Hedqvist)
2001: xx 000 pers (General Martin Hedqvist)
2002: xx 000 pers (General Martin Hedqvist)
2003: xx 000 pers (General Martin Hedqvist)
2004: 15 000 pers (General Martin Hedqvist)
2005: 18 000 pers (General Martin Hedqvist)
2006: 20 000 pers (General Martin Hedqvist)
2007: 20 000 pers (General Martin Hedqvist)
2008: 21 000 pers (General Fredrik Forsfjäll)
2009: 30 000 pers (General Fredrik Forsfjäll)
2010: 31 000 pers (General Fredrik Forsfjäll)
2011: 34 000 pers (VD Trästockfestivalen AB, Susanne ”Sussie” Hedlund)
2012: 28 000 pers (VD Trästockfestivalen AB, Susanne ”Sussie”Hedlund)
2013: 25 000 pers (General Tea Lindholm)
2018 - : 25 000 pers (General Agnes Lundmark)